# Ramanathapuram
Ramanathapuram (Ciutat de Ramanatha) també coneguda com a Ramnad o Ramnad Zamin (en tàmil: ராம்நாட் ஜமீன்), és una ciutat i municipi de Tamil Nadu, capital del districte de Ramanathapuram. És la seu tradicional dels maraves o maravars i antiga capital de l'estat i zamindari de Ramnad. Amb el nom de Ramnad fou capital del districte de 1910 a 1969 i després va rebre oficialment el nom de Ramanathapuram d'acord amb la llei de Tamil Nadu. Segons el cens del 2001 la seva població era de 61.976 habitants; el 1901 tenia 14.546 habitants. L'edifici més destacat és el palau del raja o setupati (l'actual setupati, que conserva el títol, i la seva família, encara viuen allí) al final del carrer principal de la ciutat vella. El 1772 fou conquerida temporalment pels britànics manats pel general Smith, i el 1792 ocupada pel coronel Martyn. Les fortificacions (una muralla de 8 metres d'altura i d'1,5 d'amplada rodejades per una rasa, darrere la qual quedava el palau) foren destruïdes.